# Затон (Нин)
Затон је насељено место у саставу града Нина у Задарској жупанији, Република Хрватска.

## Историја
До територијалне реорганизације у Хрватској налазио се у саставу старе општине Задар.

## Становништво
На попису становништва 2011. године, Затон је имао 580 становника.

## Попис1991.
На попису становништва 1991. године, насељено место Затон је имало 1.035 становника, следећег националног састава:
| Попис 1991.‍   | Попис 1991.‍ | Попис 1991.‍ | Попис 1991.‍ | Попис 1991.‍ |
| ------------- | ----------- | ----------- | ----------- | ----------- |
|               |             |             |             |             |
| Хрвати        | Хрвати      |             | 973         | 94,00%      |
| Албанци       | Албанци     |             | 2           | 0,19%       |
| Словенци      | Словенци    |             | 2           | 0,19%       |
| Мађари        | Мађари      |             | 1           | 0,09%       |
| Македонци     | Македонци   |             | 1           | 0,09%       |
| Срби          | Срби        |             | 1           | 0,09%       |
| непознато     | непознато   |             | 55          | 5,31%       |
| укупно: 1.035 |             |             |             |             |